# Ariovaldo Antônio Giaretta
Pour les articles homonymes, voir Giaretta.
Ariovaldo Antônio Giaretta est un herpétologiste brésilien né le 17 avril 1966.
Il est l'auteur de la découverte de plusieurs espèces d'amphibiens.

## Quelques taxons décrits
- Bokermannohyla vulcaniae Vasconcelos & Giaretta, 2005
- Brachycephalus hermogenesi (Giaretta & Sawaya, 1998)
- Hypsiboas paranaiba Carvalho, Giaretta & Facure, 2010
- Ischnocnema penaxavantinho Giaretta, Toffoli & Oliveira, 2007
- Leptodactylus sertanejo Giaretta & Costa, 2007
- Megaelosia bocainensis Giaretta, Bokermann & Haddad, 1993
- Megaelosia boticariana Giaretta & Aguiar, 1998
- Paratelmatobius poecilogaster Giaretta & Castanho, 1990
- Phyllomedusa araguari Giaretta, Oliveira & Kokubum, 2007
- Proceratophrys concavitympanum Giaretta, Bernarde & Kokubum, 2000
- Proceratophrys palustris Giaretta & Sazima, 1993
- Pseudopaludicola canga Giaretta & Kokubum, 2003
- Scinax constrictus Lima, Bastos & Giaretta, 2005